# Бгіли
Бгіли — індоарійська племінна народність в Центральній Індії. Населяє ряд суміжних штатів: Мадх'я-Прадеш, Гуджарат, Раджастхан, Махараштра. Мова західної гілки індоарійських мов. Від сусідів перейняли мову ґуджраті й раджстані. Входять в список офіційно зареєстрованих племен Індії.
Загальна чисельність становить близько 13 млн чол. (Перепис 2001 року), зокрема в Мадх'я-Прадеш - 4,6 млн, Гуджараті - 3,4 млн, Раджастхані - 2,8 млн, Махараштрі - 1,8 млн чол.